# Taz-Mania
Taz-Mania es una serie de animación estadounidense producida por Warner Bros. Animation. La serie es protagonizada por el famoso personaje Taz, de la serie Looney Tunes, inspirado en el demonio de Tasmania, ubicada en ese mismo lugar con ese nombre. Tuvo su creación, durante la época del renacimiento de la animación, y gozó de gran éxito, al principio de la década de los 90's.

## Sinopsis
El glotón demonio de Tasmania que come cualquier cosa que se mueve y tiene un temperamento desagradable, está de vuelta, esta vez rodeado de toda su familia con quien vivirá salvajes aventuras. Sólo Taz, excitado, pasa el tiempo gritando y corriendo alrededor, tragando todo lo que se mueve, lo que le lleva a conocer a muchos otros protagonistas de estas extrañas aventuras, con la que a menudo le será difícil lidiar. 

## Episodios
- 01 - The Dog the Turtle Story
- 02 - Like Father, Like Son / Frights of Passage
- 03 - War & Pieces / Airbourne Airhead
- 04 - It's No Picnic / Kee-Wee ala King
- 05 - A Devil of a Job
- 06 - Battling Bushrats / Devil in the Deep Blue Sea
- 07 - Woeful Wolf
- 08 - Devil with the Violet Dress On / Kidnapped Koala
- 09 - in the Mist / Toothache Taz
- 10 - Here Kitty, Kitty, Kitty / Enter the Devil
- 11 - Bewitched Bob
- 12 - Instant Replay / Taz and the Pterodactyl
- 13 - Pup Goes the Wendal / I'm Okay, You're Taz
- 14 - Comic Madness / Blunders Never Cease
- 15 - Mall Wrecked / A Dingo's Guide to Magic
- 16 - Road to Taz-Mania
- 17 - Boys Just Wanna Have Fun / Unhappy Together
- 18 - The Amazing Shrinking Taz and Co.
- 19 - Oh, Brother / Taz Babies
- 20 - Taz-Manian Theatre / The Bushrats Must Be Crazy
- 21 - Jake's Big Date / Taz Live
- 22 - The Outer Taz-Manian Zone / Here Kitty, Kitty Part II
- 23 - Taz-Mania's Funniest Home Videos / Bottle Cap Blues
- 24 - Heartbreak Taz / Just Be 'Cuz
- 25 - Sidekicked / Gone With the Windbag
- 26 - The Return of the Road to Taz-Mania Strikes Back
- 27 - Taz Like Dingo
- 28 - The Pied Piper of Taz-Mania / The Treasure of the Burnt Sienna
- 29 - Not a Shadow of a Doubt / Nursemaid Taz
- 30 - Home Dispair / Take All of Me
- 31 - Bird-Brained Beast / Ready, Willing, Unable
- 32 - We'll Always Have Taz-Mania / Moments You've Missed
- 33 - Food for Thought / Gone to Pieces
- 34 - A Midsummer Night's Scream / Astro Taz
- 35 - Driving Mr. Taz / Mean Bear / Taz Museum
- 36 - Ticket Taker Taz / Taz Squared
- 37 - Taz-Manian Lullaby / Deer Taz / A Taz-Manian Moment
- 38 - Hypno-Tazed / Mum's n' Taz
- 39 - Kee-Wee Cornered / But Is It Taz?
- 40 - Wacky Wombat / Molly's Folly
- 41 - Mutton for Nothing / Dr. Wendal and Mr. Taz
- 42 - The Man from M.A.R.S / Friends for Strife
- 43 - Merit Badgered
- 44 - Antenna Dilemma / Autograph Pound
- 45 - A Young Taz's Fancy / A Flea for You
- 46 - No Time for Christmas
- 47 - Taz-Mania Confidential / The Platypi Psonic Psensation Psimulator
- 48 - The Not So Gladiators / One Ring Taz
- 49 - The Thing That Ate The Outback / Because It's There
- 50 - Of Bushrats and Hugh
- 51 - Never Cry Taz / Bully for Bull
- 52 - Retakes Not Included / Pledge Dredge
- 53 - Bushlad's Lament / The Taz-Mania Comedy Institute
- 54 - The Taz Story Primer / Ask Taz
- 55 - Willie Wombat's Deja Boo Boo / To Catch a Taz
- 56 - It's a Taz's Life / Gee, Bull!
- 57 - Taz in Kee-Wee Land / Struck for Bucks / A Philosophical Moment
- 58 - Yet Another Road to Taz-Mania
- 59 - Bad Luck Bottlecap / A Story With a Moral
- 60 - Devil Indemnity
- 61 - Taz and the Emu Egg / Willie Wombat's Last Stand / K-Taz Commercial
- 62 - Feed a Cold / Sidekick for a Day
- 63 - Platypi on Film / One Saturday in Taz-Mania
- 64 - Doubting Dingo / Sub Commander Taz
- 65 - The Origin of the Beginning of the Incredible Taz-Man / Francis Takes a Stand

## Reparto
- Jim Cummings - Taz, Bob
- Maurice LaMarche - Hugh, Daniel Platypus
- Miriam Flynn - Jean
- Kellie Martin - Molly
- Debi Derryberry - Jake
- Rob Paulsen - Francis, Axl Gator, Timothy Platypus, Digeri Dingo
- John Astin - Bull Gator
- Dan Castellaneta - Señor Thickley

## Doblaje hispanoamericano
- Rubén León - Taz (primera voz), Juan Carlos Vazquez Daniel el Ornitorrinco
- Alí Rondón - Hugh
- Isabel Vara - Jean
- Larisa Asuaje - Molly
- Frank Carreño - Taz (segunda voz), Digeri el Dingo
- Orlando Noguera - Timothy el Ornitorrinco
- Antonio Delli - Axl el lagarto
- Carmelo Fernández - Bull el lagarto
- Daniel Jiménez - Bob
- José Gómez -  Señor Thickley
- Marcelo Rodríguez - Música del tema de apertura
- Rubén Pérez - Insertos

- Datos: Q1463792